# Jana Gereková
Jana Gereková, detta Janka (Liptovský Mikuláš, 27 novembre 1984), è un'ex biatleta slovacca.
Dopo il matrimonio ha assunto il cognome del marito e si è iscritta alle gare come Jana Daubnerová.

## Biografia

### Stagioni 2002-2012
Jana Gereková, originaria di Liptovská Porúbka e attiva dalla stagione 2001-2002, ha esordito in Coppa del Mondo il 7 dicembre 2005 a Hochfilzen in individuale (79ª), ai Giochi olimpici invernali a Torino 2006, dove si è classificata 59ª nell'individuale, e ai Campionati mondiali a Pokljuka 2006, dove si è piazzata 13ª nella staffetta mista; ha preso il via anche nelle successive rassegne iridate di Anterselva 2007 (84ª nell'individuale, 66ª nella sprint, 15ª nella staffetta) e Östersund 2008 (46ª nell'individuale, 42ª nella sprint, 53ª nel'inseguimento, 9ª nella staffetta, 14ª nella staffetta mista) e ai XXI Giochi olimpici invernali di Vancouver 2010 (45ª nell'individuale, 39ª nella sprint, 39ª nell'inseguimento, 12ª nella staffetta).
Ai Mondiali di Chanty-Mansijsk 2010 è stata 13ª nella staffetta mista e a quelli di Chanty-Mansijsk 2011 si è classificata 16ª nella sprint, 8ª nell'inseguimento, 27ª nella partenza mista, 7ª nella staffetta e 11ª nella staffetta mista; ha ottenuto l'unico podio in Coppa del Mondo il 10 febbraio 2012 a Kontiolahti in staffetta mista (3ª) e ai successivi Mondiali di Ruhpolding 2012 si è piazzata 13ª nell'individuale, 53ª nella sprint, 31ª nell'inseguimento, 11ª nella partenza mista, 8ª nella staffetta e 7ª nella staffetta mista.

### Stagioni 2013-2017

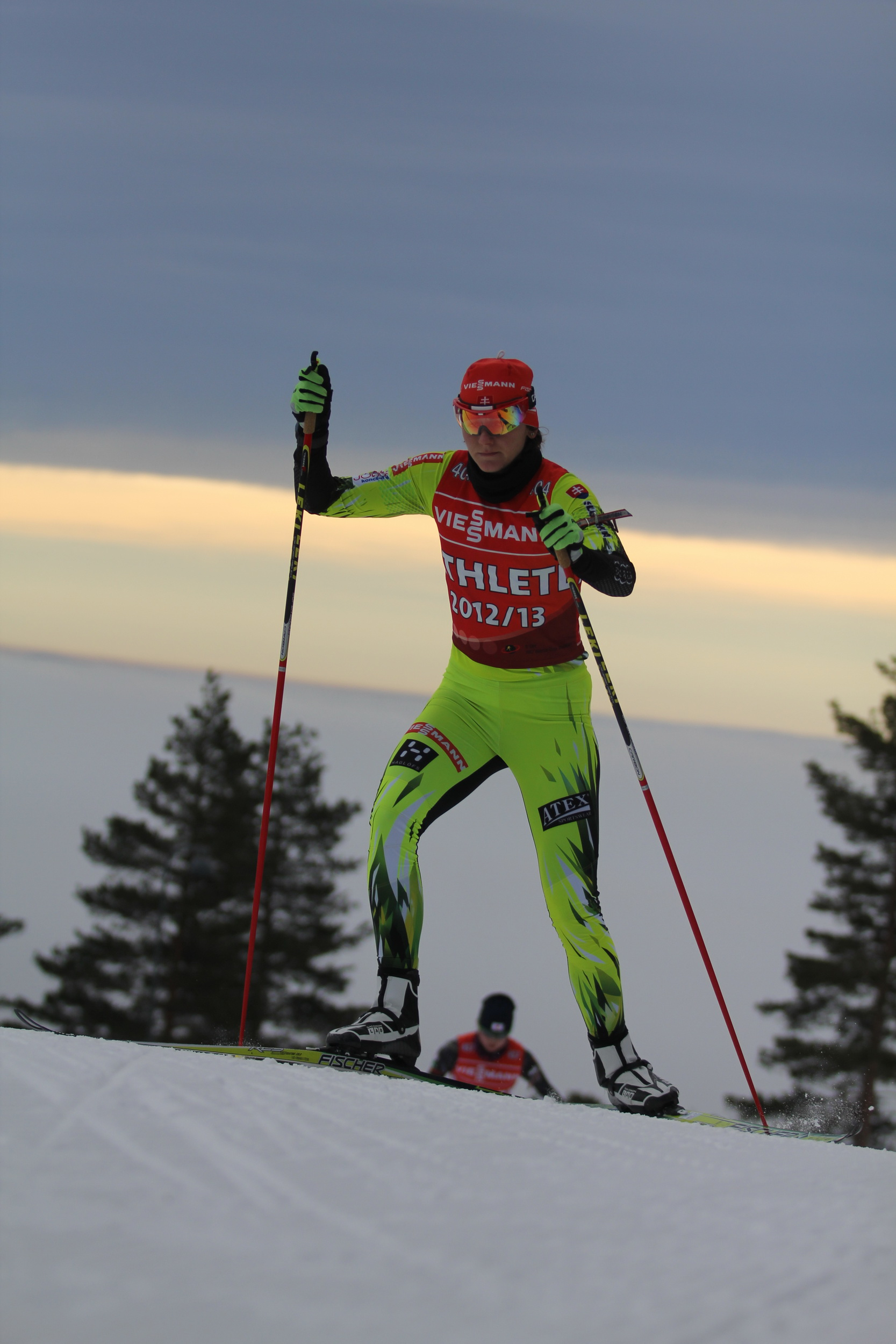
Jana Gereková in gara a Oslo nel 2013

Ai Mondiali di Nové Město na Moravě 2013 è stata 62ª nell'individuale, 11ª nella sprint, 18ª nell'inseguimento, 10ª nella partenza mista, 8ª nella staffetta e 7ª nella staffetta mista; l'anno dopo ai XXII Giochi olimpici invernali di Soči 2014, sua ultima presenza olimpica, si è classificata 49ª nell'individuale, 42ª nella sprint, 34ª nell'inseguimento, 13ª nella staffetta e 4ª nella staffetta mista.
Ha ottenuto il miglior risultato individuale in Coppa del Mondo il 23 gennaio 2015 ad Anterselva in sprint (4ª); ai successivi Mondiali di Kontiolahti 2015 si è piazzata 64ª nell'individuale, 12ª nella sprint, 14ª nell'inseguimento, 12ª nella partenza mista, 18ª nella staffetta e 17ª nella staffetta mista, a quelli di Oslo 2016 38ª nell'individuale, 40ª nella sprint, 46ª nell'inseguimento, 14ª nella staffetta e 17ª nella staffetta mista e a quelli di Hochfilzen 2017, suo congedo iridato, 41ª nell'individuale, 62ª nella sprint, 8ª nella staffetta e 12ª nella staffetta mista. Si è ritirata al termine di quella stessa stagione 2016-2017 e la sua ultima gara in carriera è stata la staffetta di Coppa del Mondo disputata il 5 marzo 2017 a Pyeongchang, Alpensia, chiusa dalla Gereková al 15º posto.

## Palmarès

### Europei
- 1 medaglia:
  - 1 argento (staffetta mista a Tjumen' 2016)

### Coppa del Mondo
- Miglior piazzamento in classifica generale: 18ª nel 2015
- 1 podio (a squadre):
  - 1 terzo posto